# Shawn Martin
Shawn Martin (San Salvador, 15 de febrero de 1987) es un exfutbolista profesional salvadoreño, de origen nicaragüense, que juega como mediocampista.
Estuvo con la selección sub-23 de El Salvador en un partido de preparación contra Costa Rica de cara a los Juegos Olímpicos de Pekín 2008, en el cual marcó los dos goles de su equipo. 
Fue parte de la plantilla del equipo Águila de la ciudad de San Miguel, de la primera división de El Salvador desde su debut en el año 2005 hasta el 2012. 
Su último equipo fue el Isidro Metapán.

## Clubes
| Club                                | País        | Año       | Partidos | Goles |
| ----------------------------------- | ----------- | --------- | -------- | ----- |
| Club Deportivo Águila               | El Salvador | 2005-2011 | 90       | 18    |
| Asociación Deportiva Isidro Metapán | El Salvador | 2012-2013 | 28       | 1     |